# Tasmansk djævel
Tasmansk pungdjævel (Sarcophilus harrisii), ofte kaldet tasmansk djævel, er et kødædende pungdyr, der findes på øen Tasmanien syd for Australien. Dyret er på størrelse med en stor kat og det største blandt pungrovdyrene. Det har fået sit navn på grund af den sorte pels, ørerne der ved ophidselse bliver røde, den meget ubehagelige kropslugt og det dybe frygtindgydende brøl, der høres, når mørket falder på, og er så højt, at man fristes til at tro der er tale om et kæmpe uhyre. Desuden er pungdjævlen et af de dyr der i forhold til sin størrelse har de stærkeste kæber.
Den har engang været udbredt i hele Australien, men findes nu kun vildtlevende på øen Tasmanien og en naboø. En kræftsygdom truer med at udrydde pungdjævlen, og man forsøger at finde en kur mod sygdommen, for at stoppe den drastiske nedgang i bestanden.
Da pungdjævelen er truet er der eksportforbud, og dyret kan ikke længere ses udenfor Australien, med én undtagelse: København Zoo, der fik et par som barselsgave til Kronsprins Christian, da hans mor, Dronning Mary, er fra Tasmanien.
Den usædvanlige gave var genstand for nyheder i australske og danske medier gennem to år.
I juni 2013 kunne Zoo meddele, at begge deres tasmanske pungdjævlehunner havde fået unger, mindst fem af slagsen. Det er tilsyneladende første gang, at den truede dyreart har fået unger uden for Australien.
Pungdjævlen (Den Tasmanske Djævel) er udødeliggjort af Looney Tunes' tegnefilmfigur Taz.